# Sirens (série télévisée, 2025)
Sirens, ou Sirènes au Québec, est une mini-série américaine de comédie noire en cinq épisodes d'environ 56 minutes créée par Molly Smith Metzler et mise en ligne le 22 mai 2025 sur Netflix.
Il s'agit de l'adaptation télévisée de la pièce de 2011, Elemeno Pea (en), de la dramaturge Molly Smith Metzler.

## Synopsis
Devon DeWitt, une femme à la vie dissolue, s'inquiète de voir sa sœur cadette Simone ignorer ses messages alarmant sur la santé de leur père qui se dégrade. Elle parvient à retrouver le lieu où elle vit, un domaine sur une île possédée par un milliardaire où elle est assistante de son épouse. Déterminée à protéger sa sœur qui semble tombée sous l’emprise de sa patronne, l’énigmatique Michaela Kell, Devon décide d’intervenir. Elle se retrouve rapidement piégée dans un jeu de manipulation où rien n’est ce qu’il paraît.

## Distribution

### Acteurs principaux
- Julianne Moore (VF : Ivana Coppola) : Michaela[2]
- Meghann Fahy (VF : Philippa Roche) : Devon DeWitt[2]
- Milly Alcock (VF : Clara Quilichini) : Simone DeWitt[2]
- Kevin Bacon (VF : Philippe Vincent) : Peter[3]
- Glenn Howerton (VF : Martial Le Minoux) : Ethan[3]

### Acteurs récurrents
- Josh Segarra (VF : Félicien Juttner) : Raymond[4]
- Felix Solis (VF : Marc Saez) : Jose[4]
- Trevor Salter (VF : Glen Hervé) : Jordan[4]
- Britne Oldford (VF : Nahla Attali) : Missy[4]
- Lauren Weedman (VF : Céline Duhamel) : Patrice[4]
- Jenn Lyon (en) : Cloe[4]
- Erin Neufer (VF : Aude Saintier) : Lisa
- Emily Borromeo (VF : Candice Lartigue) : Astrid
- Bill Camp (VF : Gérard Darier) : Bruce DeWitt
- Patrick Voss Davis (VF : Julien Mior) : Eddy

 Source et légende : version française (VF) sur RS Doublage

## Production

### Tournage
Le Caumsett State Historic Park Preserve, péninsule de Lloyd Harbor à Long Island, État de New York.

## Épisodes
1. En exil (Exile)
2. Les Serres (Talons)
3. Monstre (Monster)
4. Perséphone (Persephone)
5. Le Chant des Sirènes (Siren Song)